# LEN Euro League Women 2014-2015
La LEN Euro League Women 2014-2015 è stata la XXVIII edizione del massimo trofeo europeo di pallanuoto riservato a squadre di club femminili.
Le gare sono iniziate il 16 gennaio 2015 con il turno di qualificazione e si sono concluse con la Final Four tra il 24 e 25 aprile 2015. Si tratta della seconda edizione della nuova formula.
L'Olympiakos, padrone di casa della Final Four, ha conquistato il trofeo per la prima volta, superando in finale le spagnole e campionesse uscenti, del Sabadell. La finale per il terzo posto ha visto prevalere le russe del Kinef Kiriši sulle ungheresi dell'UVSE.

## Turno preliminare
La composizione dei gironi è stata annunciata dalla LEN nel mese di settembre 2014. Le prime due classificate di ciascun girone accedono ai quarti di finale.

### Gironi
| Gruppo A          |
| sede: Lilla       |
| Lilla             |
| Sabadell          |
| Uraločka Zlatoust |
| UVSE              |
| Stella Rossa      |

| Gruppo B          |
| sede: Imperia     |
| Imperia           |
| Plebiscito Padova |
| London Otter      |
| Utrecht           |
| Mladost           |

| Gruppo C      |
| sede: Szentes |
| Szentes       |
| Mataró        |
| Kinef Kiriši  |
| Skif-ŠMSV     |
| Kreuzlingen   |

| Gruppo D          |
| sede: Atene       |
| Olympiakos        |
| Torpi Târgu Mureș |
| Firenze           |
| Vouliagmeni       |
| ZVL Leiden        |

### Gruppo A
|    | Turno preliminare 2014-2015 | Pti | G | V | N | P | GF | GS | DR  |
| -- | --------------------------- | --- | - | - | - | - | -- | -- | --- |
| 1. | Sabadell                    | 12  | 4 | 4 | 0 | 0 | 69 | 30 | +39 |
| 2. | UVSE                        | 9   | 4 | 3 | 0 | 1 | 72 | 34 | +38 |
| 3. | Uralochka Zlatoust          | 4   | 4 | 1 | 1 | 2 | 55 | 59 | -4  |
| 4. | Lille                       | 4   | 4 | 1 | 1 | 2 | 41 | 46 | -5  |
| 5. | Stella Rossa                | 0   | 4 | 0 | 0 | 3 | 12 | 80 | -68 |

| 15-01-15 | Lille        | 9-13 | Sabadell |
| 15-01-15 | Stella Rossa | 6-19 | Uraločka |

| 17-01-15 | Lille    | 11-11 | Uraločka |
| 17-01-15 | Sabadell | 14-9  | UVSE     |

| 16-01-15 | UVSE  | 20-14 | Uraločka     |
| 16-01-15 | Lille | 15-5  | Stella Rossa |

| 18-01-15 | Stella Rossa | 1-20 | Sabadell |
| 18-01-15 | Lille        | 6-17 | UVSE     |

| 17-01-15 | Sabadell | 22-11 | Uraločka     |
| 17-01-15 | UVSE     | 26-0  | Stella Rossa |

### Gruppo B
|    | Turno preliminare 2014-2015 | Pti | G | V | N | P | GF | GS | DR  |
| -- | --------------------------- | --- | - | - | - | - | -- | -- | --- |
| 1. | Padova                      | 12  | 4 | 4 | 0 | 0 | 67 | 18 | +49 |
| 2. | Imperia                     | 9   | 4 | 3 | 0 | 1 | 65 | 33 | +32 |
| 3. | Utrecht                     | 6   | 4 | 2 | 0 | 2 | 53 | 30 | +23 |
| 4. | Mladost                     | 3   | 4 | 1 | 0 | 3 | 26 | 75 | -49 |
| 5. | London Otter                | 0   | 4 | 0 | 0 | 4 | 19 | 74 | -55 |

| 15-01-15 | Padova  | 9-5  | Utrecht |
| 15-01-15 | Imperia | 28-5 | Mladost |

| 17-01-15 | Otter   | 7-14 | Mladost |
| 17-01-15 | Imperia | 5-15 | Padova  |

| 16-01-15 | Otter   | 4-20  | Padova  |
| 16-01-15 | Imperia | 13-10 | Utrecht |

| 18-01-15 | Utrecht | 17-3 | Mladost |
| 18-01-15 | Otter   | 3-19 | Imperia |

| 17-01-15 | Padova  | 23-4 | Mladost |
| 17-01-15 | Utrecht | 21-5 | Otter   |

### Gruppo C
|    | Turno preliminare 2014-2015 | Pti | G | V | N | P | GF | GS  | DR   |
| -- | --------------------------- | --- | - | - | - | - | -- | --- | ---- |
| 1. | Kinef Kiriši                | 9   | 4 | 4 | 0 | 0 | 72 | 22  | +50  |
| 2. | Szentes                     | 9   | 4 | 3 | 0 | 1 | 63 | 21  | +42  |
| 3. | Mataró                      | 6   | 4 | 2 | 0 | 2 | 58 | 26  | +32  |
| 4. | Skif-ŠMSV Izmailovo         | 3   | 4 | 1 | 0 | 3 | 44 | 40  | +4   |
| 5. | Kreuzlingen                 | 0   | 4 | 0 | 0 | 4 | 3  | 131 | -128 |

| 15-01-15 | Kinef   | 15-10 | Mataró    |
| 15-01-15 | Szentes | 11-6  | Izmailovo |

| 17-01-15 | Kreuzlingen | 1-31 | Izmailovo |
| 17-01-15 | Szentes     | 7-9  | Kinef     |

| 16-01-15 | Skif    | 4-11 | Mataró      |
| 16-01-15 | Szentes | 38-0 | Kreuzlingen |

| 18-01-15 | Szentes     | 7-6  | Mataró |
| 18-01-15 | Kreuzlingen | 2-31 | Kinef  |

| 17-01-15 | Kinef       | 17-3 | Izmailovo |
| 17-01-15 | Kreuzlingen | 0-31 | Mataró    |

### Gruppo D
|    | Turno preliminare 2014-2015 | Pti | G | V | N | P | GF | GS  | DR   |
| -- | --------------------------- | --- | - | - | - | - | -- | --- | ---- |
| 1. | Olympiakos                  | 12  | 4 | 4 | 0 | 0 | 78 | 19  | +59  |
| 2. | Vouliagmeni                 | 9   | 4 | 3 | 0 | 1 | 62 | 28  | +34  |
| 3. | ZVL Leiden                  | 6   | 4 | 2 | 0 | 2 | 50 | 28  | +32  |
| 4. | Firenze                     | 3   | 4 | 1 | 0 | 3 | 42 | 47  | -5   |
| 5. | Torpi Târgu Mureș           | 0   | 4 | 0 | 0 | 4 | 7  | 129 | -122 |

| 15-01-15 | Olympiakos  | 14-4 | Firenze |
| 15-01-15 | Vouliagmeni | 31-4 | Torpi   |

| 17-01-15 | Olympiakos  | 16-8 | ZVL     |
| 17-01-15 | Vouliagmeni | 17-9 | Firenze |

| 16-01-15 | Firenze     | 27-2 | Torpi |
| 16-01-15 | Vouliagmeni | 9-6  | ZVL   |

| 18-01-15 | ZVL        | 32-1 | Torpi       |
| 18-01-15 | Olympiakos | 9-5  | Vouliagmeni |

| 16-01-15 | Olympiakos | 39-2 | Torpi |
| 16-01-15 | Firenze    | 2-14 | ZVL   |

## Quarti di finale
Le otto squadre qualificate dal primo turno si affrontano in quattro sfide ad eliminazione diretta ad andata e ritorno. Le gare di andata si disputano il 18 febbraio 2015, quelle di ritorno l'11 marzo 2015.
| Squadra 1   | Totale | Squadra 2    | Andata | Ritorno |
| ----------- | ------ | ------------ | ------ | ------- |
| Imperia     | 13-21  | Sabadell     | 8-8    | 5-13    |
| Padova      | 14-22  | UVSE         | 7-13   | 7-9     |
| Olympiakos  | 25-16  | Szentes      | 10-6   | 15-10   |
| Vouliagmeni | 15-18  | Kinef Kiriši | 9-10   | 6-8     |

## Final Four
La Final Four si è disputata ad Atene, in Grecia il 24 e 25 aprile 2015. La scelta della sede e il sorteggio degli accoppiamenti di semifinale si è tenuta il 17 marzo.

### Semifinali
| Arbitri: | Wengenroth Van der Loo |

|                                                           |           |                                                              |
| 6: Bianconi 1: Manolioudaki, Asimaki, Plevritou, Southern | Marcatori | 3: Zubkova 2: Prokof'eva 1: Simanovič, Khokhriakova, Ivanova |

| Arbitri: | Severo Toygarli |

|                                              |           |                                                                       |
| 2: Keszthelyi, Sudduth-Kiss 1: Szűcs, Sikter | Marcatori | 3: Domenech Morales, Forca Ariza 1: Ortiz, Espar, Genee, Garcia, Peña |

### Finale 3º posto
| Arbitri: | Toygarli Van der Loo |

|                                                                 |           |                                                                      |
| 5: Keszthelyi 3: Kisteleki 1: Szűcs, Toth, Csabai, Sudduth-Kiss | Marcatori | 4: Zubkova 3: Krimer 2: Simanovič, Khokhriakova, Ivanova 1: Ryzhkova |

### Finale
| Arbitri: | Severo Wengenroth |

|                                                             |           |                                                               |
| 3: Forca Ariza 2: Espar, Pareja 1: Garcia, Domenech Morales | Marcatori | 4: Southern 3: Manolioudaki 1: Avramidou, Plevitrou, Bianconi |